# Perfect Cherry Blossom
Touhou Youyoumu ~ Perfect Cherry Blossom. (яп. 東方妖々夢 〜 Perfect Cherry Blossom., дос. «Зачарований східний сон ~ Бездоганний вишневий цвіт») — гра 2003 року в жанрі bullet hell та скрол-шутер, розроблена Team Shanghai Alice. Це сьома гра серії Touhou Project. Ігровими персонажами є протагоністи попередньої гри, Хакурей Рейму та Кірісаме Маріса, а також Ідзайой Сакуя — це перша гра серії, де вона з'являється, як ігровий персонаж. Сюжет історії базується на подорожі однієї обраної з трьох героїнь до Світу мертвих, аби врятувати всесвіт Ґенсокьо від вічної зими.
Гра у повному вигляді була вперше випущена 17 серпня 2003, на Comiket 64. У грі з'явилось чимало нововведень з попередньої гри, Embodiment of Scarlet Devil, багато з яких згодом стали з'являтись в усіх іграх серії Touhou: наприклад, можливість бачити власний хітбокс.

## Геймплей

Скріншот 5 стадії

Perfect Cherry Blossom — вертикальний скрол-шутер. Гра пропонує на вибір трьох персонажів, що мають по два різних види стрільби: Хакурей Рейму починає з трьома бомбами, має найменший хітбокс та найбільший проміжок часу для використання бомби після смерті (англ. deathbomb, якщо використати бомбу невдовзі після влучання кулі, то здоров'я не буде втрачено) серед усіх персонажів, але слабку силу атаки. Кірісаме Маріса — найшвидший персонаж, має найнижчий за висотою поріг для збору предметів, але має вузьку ширину атаки та починає лиш з двома бомбами. Ідзайой Сакуя має найбільшу площу грейзингу, найменший штраф Cherry-очок за смерті та ще більшу ширину атак, ніж Рейму. Починає з чотирма бомбами. Як і в Embodiment of Scarlet Devil, гравець може перейти в режим фокусування, і таким чином сповільнитись, що допомагає ухилятись від куль ворога. У Perfect Cherry Blossom та наступних іграх серії, хітбокс гравця відображається при фокусуванні. Гравець також може використовувати бомби, що дають тимчасову невразливість, очищують екран від куль та завдають ворогам значної шкоди. Бомби працюють по різному, залежно від обраного персонажа та типу стрільби. Якщо в гравця попаде куля, та він протягом шести кадрів після ураження використає бомбу, то він зможе уникнути втрати життя. Ця техніка відома, як «deathbombing». Протягом гри, з вбитих гравцем ворогів будуть падати предмети сили, що посилюють стрільбу гравця, і предмети очок — зібравши достатню кількість предметів очок, гравець отримає нові життя. При максимальній кількості сили, якщо гравець переміститься до верхньої частини екрана, то усі предмети на екрані буде зібрано автоматично. Гравець також отримає бонусні очки, за «взяття» спел-карти — подолання її без смертей, бомб, та за встановлений проміжок часу (завдавши достатньо шкоди, а не дочекавшись кінця).
Perfect Cherry Blossom вводить систему очок «Cherry», що є тільки в цій частині серії. За влучання по ворогах та грейзинг нараховуються Cherry-очки, за використання бомб та смерті вони вираховуються. Чим більше Cherry-очок має гравець, тим більше ігрових очок отримуватиме гравець. Набравши 50 000 Cherry-очок, гравець отримує «Надприродний бар'єр», щит, що діє сім секунд. Поки він активний, предмети очок підбираються одразу. Якщо під час його дії в гравця влучить куля, то гравець не втратить життя та екран буде очищено від куль, але дія щита завершиться. Якщо в гравця не влучить жодної кулі протягом дії щита, то він отримає додаткові очки. Також у Perfect Cherry Blossom: стрільба має різні властивості при фокусуванні, знизу під ігровим екраном є стрілка, що показує, де знаходиться бос, а також часовий проміжок для deathbomb є постійним.
Perfect Cherry Blossom складається з шістьох звичайних стадій у чотирьох рівнях складності. Також гра пропонує режим тренування, що дозволяє гравцю грати одну конкретну стадію на вибір у будь-який момент, за умови що гравець вже її раніше пройшов. Залежно від складності, наприкінці стадії додаються або віднімаються додаткові очки. Якщо гравець завершує гру без продовжень, то гра показує «хорошу кінцівку», відповідну обраному персонажу та типу стрільби, а також розблоковує додаткову «Екстра-стадію». По проходженню Екстра-стадії та за умови взяття гравцем сумарно 60 спел-карт на будь-якому з рівнів складності одним персонажем (статистика зараховується тільки при проходженні гри або при смерті без продовження, але скидається при виході до головного меню через паузу), відкривається додаткова «Фантазм-стадія», в якій показано кінцівку сюжету гри. Таким чином, Perfect Cherry Blossom має вісім різних стадій та є найдовшою грою серії за їхньою кількістю.